# 蒙塔诺卢奇诺
蒙塔诺卢奇诺（義大利語：Montano Lucino），是意大利科莫省的一个市镇。总面积5.18平方公里，人口4651人，人口密度897.9人/平方公里（2009年）。ISTAT代码为013154。